# Claire Supiot
Claire Supiot est une nageuse française née le 28 février 1968 à Angers. Membre de l'équipe de France aux Jeux olympiques d'été de 1988, elle se tourne vers le handisport en 2016 après avoir été diagnostiquée atteinte de la maladie de Charcot-Marie-Tooth.
Depuis 2022, elle est membre de la Team Anjou 2024 (collectif d'athlètes soutenu par le Département de Maine-et-Loire).

## Carrière
Débutant la natation à l'âge de cinq ans, elle fait une formation sport-études à Dinard. 
Elle est membre de l'équipe de France aux Jeux olympiques d'été de 1988 où elle prend part au 200 mètres papillon ; elle est éliminée en séries. Aux Jeux méditerranéens de 1987, elle est médaillée d'argent sur 400 mètres nage libre et médaillée de bronze sur 800 mètres nage libre. 
Elle a été championne de France de natation en bassin de 50 mètres sur 100 mètres papillon en hiver 1984 et sur 200 mètres papillon aux hivers 1984, 1985, 1987 et 1988 et aux étés 1984, 1986, 1987 et 1988.

### Handisport
Elle est diagnostiquée en 2009 de la maladie de Charcot-Marie-Tooth, elle reprend l'aquagym avec une amie puis les entraînements de natation en handisport. Elle est classée en S9 puis passe en S8 en 2018.
En 2016, elle participe aux Championnats de France pour tenter de se qualifier pour les Jeux paralympiques d'été. Bien qu'elle ait remplit les minimas, elle n'est finalement pas sélectionnée pour les Jeux par le Comité paralympique et sportif français
Le 15 août 2018, elle remporte la médaille d'or sur 50 mètres nage libre aux Championnats d'Europe de natation handisport à Dublin.
Aux Championnats du monde de natation handisport à Londres, elle remporte la médaille de bronze sur le 100 m nage libre S8 ainsi que sur le 50 m nage libre S8.
En 2021, elle participe aux Jeux paralympiques de Tokyo où elle doit s'aligner sur 100 m et 400 m nage libre, du 200 m quatre nages et du 100 m papillon. Elle est qualifiée pour la finale du 100 m papillon.

## Hommage
En mai 2022, elle participe à l'inauguration du complexe aquatique qui porte son nom à Pierrefitte-sur-Seine (Seine-Saint-Denis).